# 鷹司綏子
鷹司 綏子（たかつかさ やすこ、明治30年（1897年）10月27日 - 昭和51年（1976年）9月11日）は、公爵鷹司信輔の夫人。鷹司平通の母。公爵徳川家達・泰子の娘。
鷹司和子（昭和天皇第三皇女子）の義母にあたる。
明治神宮内において、明治天皇・昭憲皇太后を崇敬する団体・崇敬婦人会の初代会長となった。